# Devadanapatti
Devadanapatti (o Devadanappatti) è una suddivisione dell'India, classificata come town panchayat, di 13.772 abitanti, situata nel distretto di Theni, nello stato federato del Tamil Nadu. In base al numero di abitanti la città rientra nella classe IV (da 10.000 a 19.999 persone).

## Geografia fisica
La città è situata a 10° 9' 0 N e 77° 39' 0 E e ha un'altitudine di 273 m s.l.m..

## Società

### Evoluzione demografica
Al censimento del 2001 la popolazione di Devadanapatti assommava a 13.772 persone, delle quali 6.869 maschi e 6.903 femmine. I bambini di età inferiore o uguale ai sei anni assommavano a 1.644, dei quali 879 maschi e 765 femmine. Infine, coloro che erano in grado di saper almeno leggere e scrivere erano 8.326, dei quali 4.711 maschi e 3.615 femmine.